# Бебер, Пётр
Пётр (Петер) Бебер, известный как Пруссак (пол. Piotr Beber; род. в XVII веке во Бреслау  — 1711) — придворный архитектор короля Речи Посполитой Яна ІІІ Собеского.

## Биография
Пётр Бебер — архитектор эпохи барокко, активно работал в 1680—1711 годах в Речи Посполитой (в основном на территории нынешней Украины). Сначала был на службе у короля Яна III Собеского, в 1690—1704 — строитель и архитектор княгини Анны Радзивилл.
Им построены в г. Жолква: больница (1684—1690), ратуша (1687—1690), Арсенал (около 1688—1690), новая синагога (1692-1698). В 1686—1688 он работал над восстановлением и перестройкой замка в Жолкве, где построил один из первых дворцовых портиков на польских землях.
Его работами также были:
- барочный дворец для короля Яна III Собеского в Кукезове (1684—1688 году, не сохраняется).
- перестройка после пожара 1680 башни ратуши в Кракове (1683—1686), которую покрыл новым барочным завершением с фонарями.
- занимался реконструкцией Львовской ратуши,
- восстановил после пожара башню Корнякта при Успенской (Волошской) православной церкви во Львове, которую надстроил четвертым ярусом и увенчал барочным завершением с четырьмя витыми обелисками по углам (около 1696).
- работал над восстановлением дворца в г. Живец (теперь Силезское воеводство) (1690—1704).
- участвовал в восстановлении костела в г. Живец (1711).

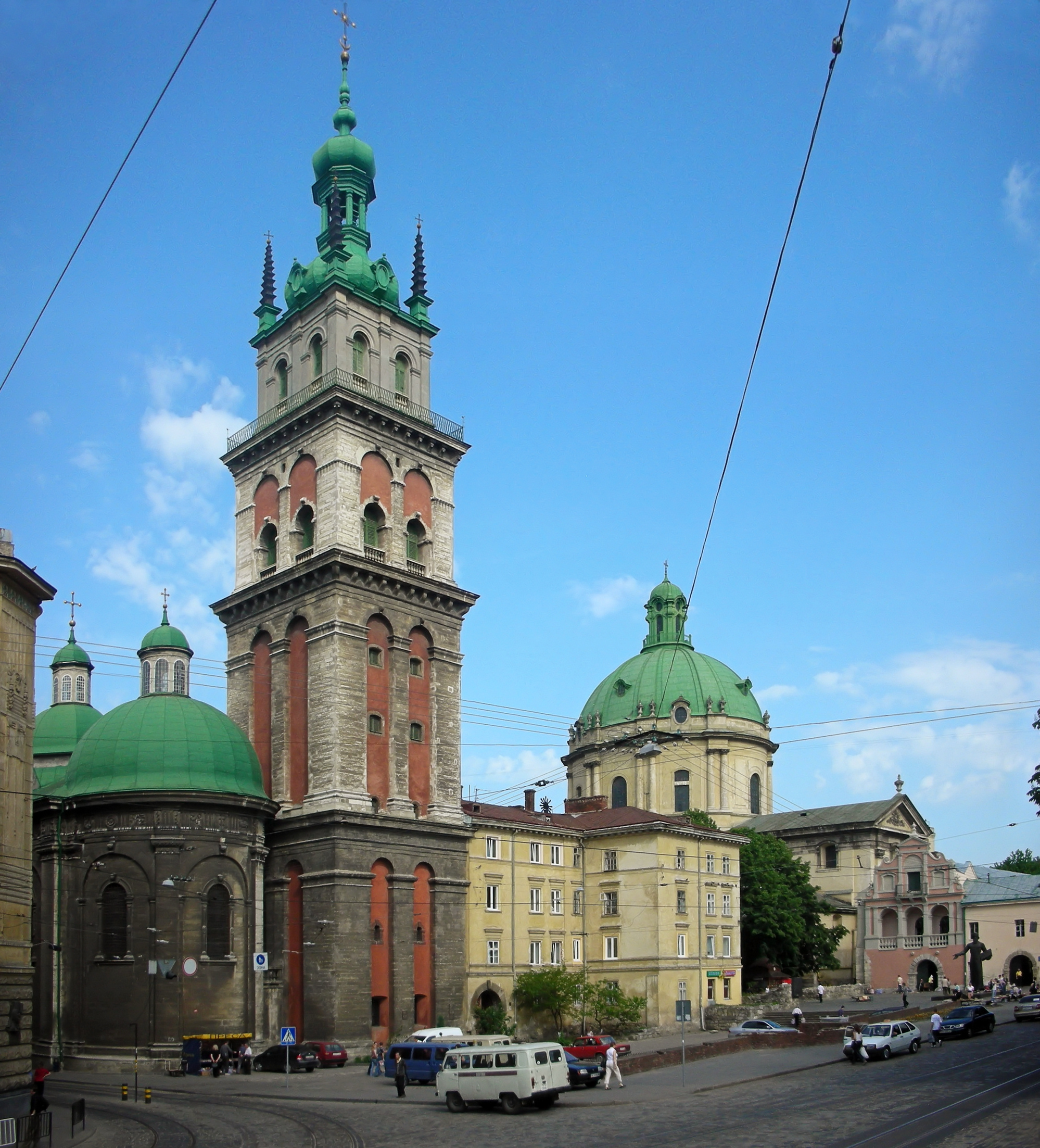
Башня Корнякта и Успенская церковь во Львове
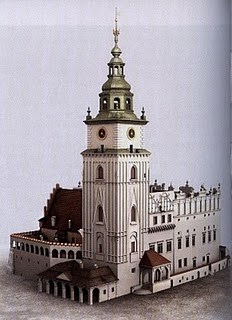
Макет ратуши в Кракове
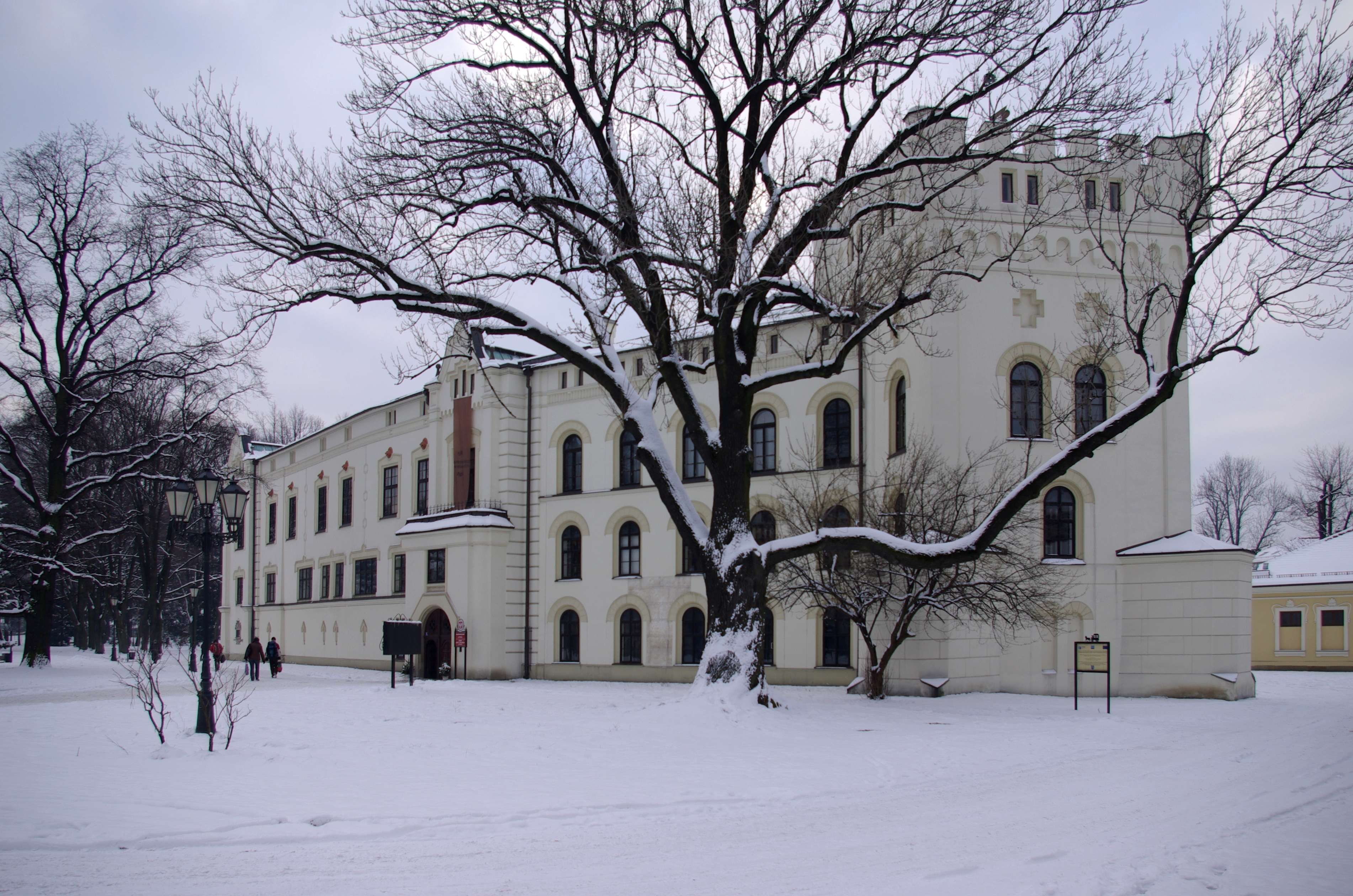
Старый замок в Живце
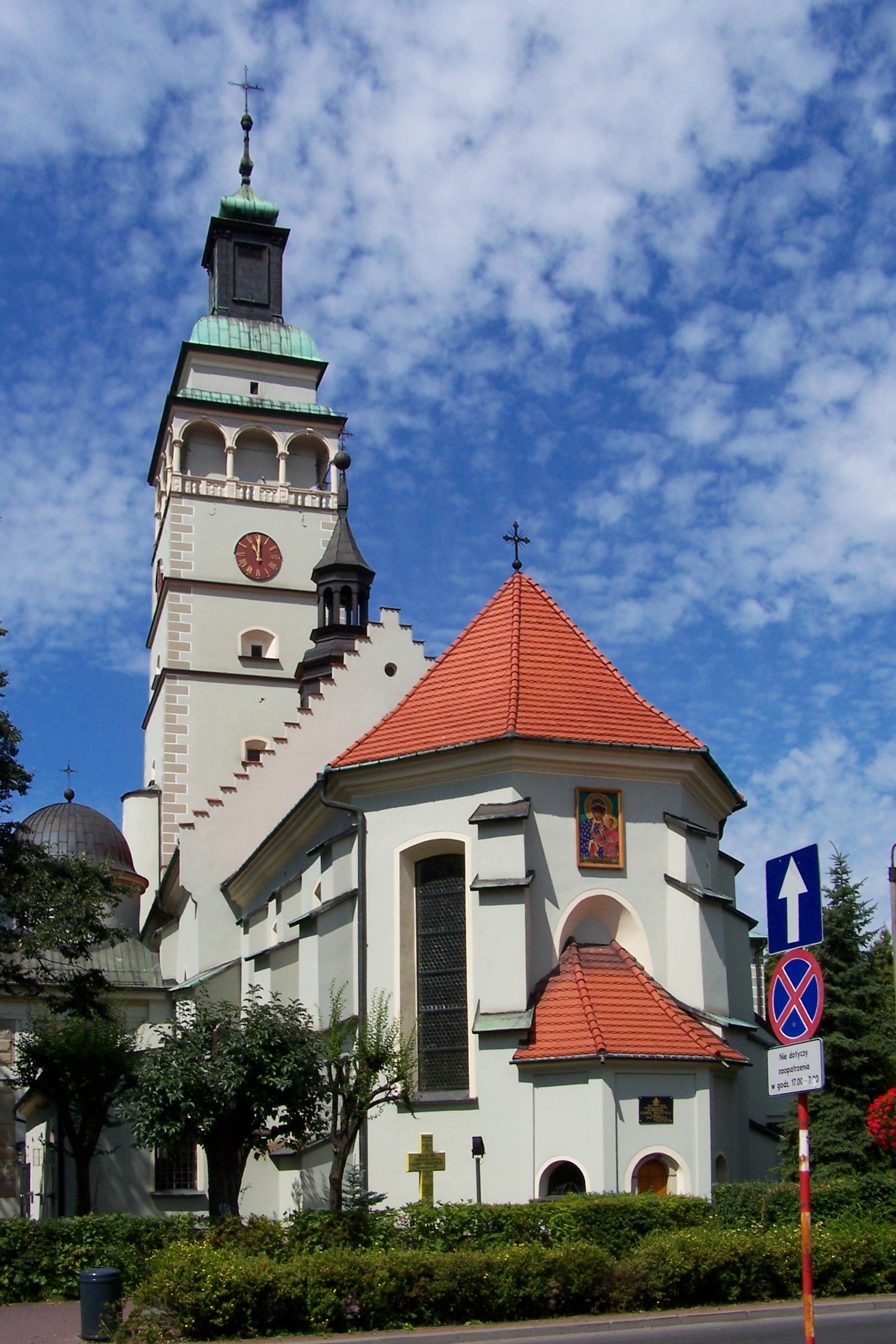
Костел в Живце